# Казе Ребуфели (Савона)
Казе Ребуфели је насеље у Италији у округу Савона, региону Лигурија.
Према процени из 2011. у насељу је живело 9 становника. Насеље се налази на надморској висини од 340 м.